# Martin Borre
Martin Borre (født 27. marts 1979) er en dansk journalist og tidligere professionel fodboldspiller, der senest spillede for Vejle Boldklub. Han er uddannet journalist og arbejder hos Berlingske.

## Profil
Martin Borre har spillet mange år i dansk topfodbold ved siden af et ophold i norske IK Start Kristiansand, der uheldigvis blev spoleret af en drilsk rygskade.
Borre er med årerne blevet en rutineret spiller, der går foran med sin professionalisme og ambitiøse holdning til sporten. 
Han er karateriseret ved at være er en lynhurtig fløjspiller, der fra sin naturlige plads på højrekanten er i stand til at slå skarpe indlæg. Endvidere er han med fortid som angriber i Køge Boldklub en relativt målfarlig spiller.
Martin Borre spillede i Vejle Boldklub fra sommeren 2008 og resten af sin professionelle karriere .